# Thiết kế vũ khí hạt nhân

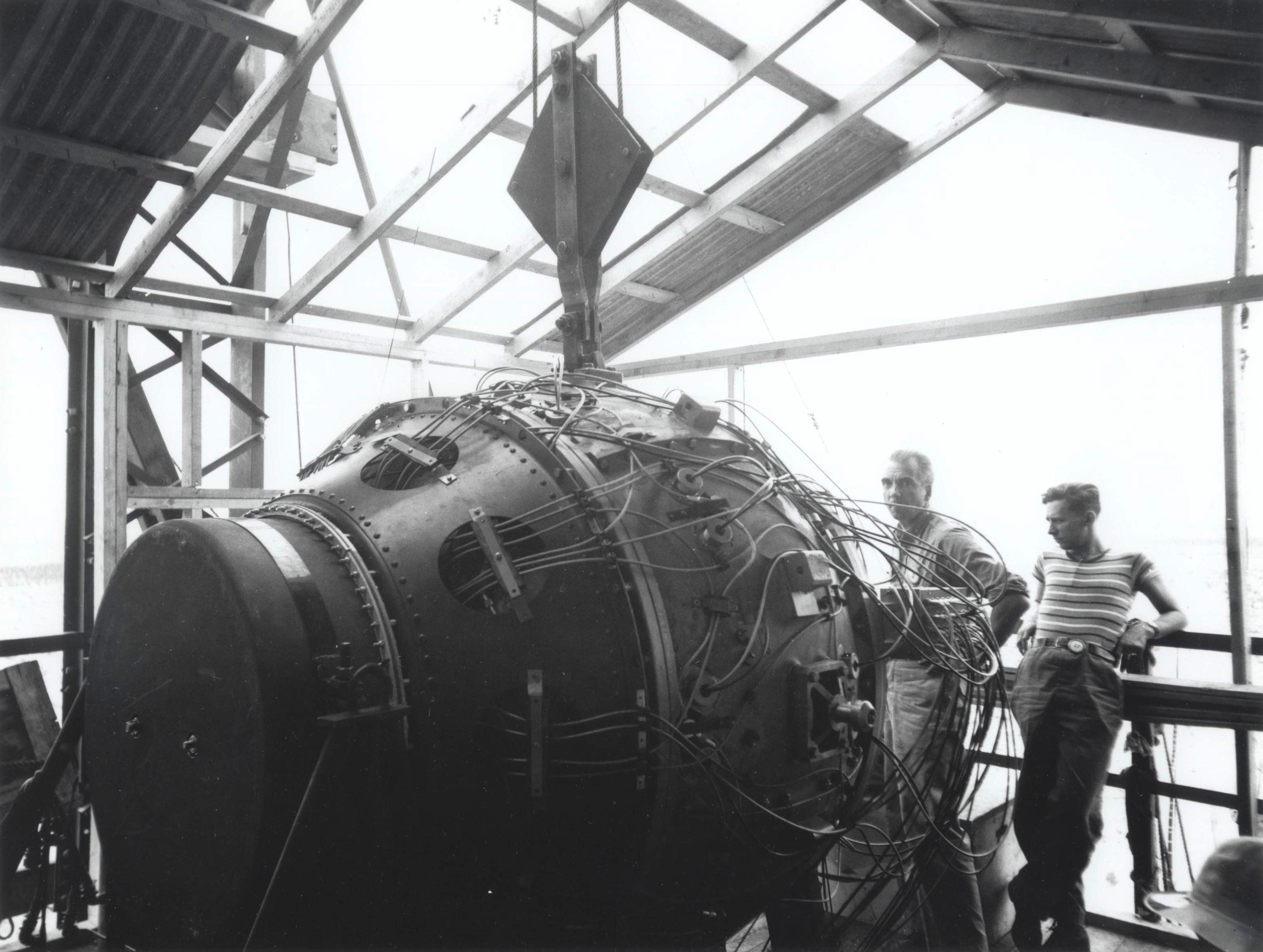
Các thiết bị nổ hạt nhân đầu tiên, cồng kềnh và không hiệu quả, đã cung cấp các khối xây dựng thiết kế cơ bản của tất cả các vũ khí trong tương lai. Tại đây, thiết bị Tiện ích được chuẩn bị cho vụ thử hạt nhân đầu tiên: Trinity.

Thiết kế vũ khí hạt nhân là sắp xếp các bộ phận vật lý học, hóa học và cơ học vào trong vật chứa sao cho sản phẩm cuối (bom) có thể kích nổ thành công. Có ba thiết kế cơ bản. Thường là thiết kế kích nổ bằng phản ứng phân hạch chứ không phải bằng phản ứng tổng hợp hạt nhân.
- Phân hạch thuần túy: đầu tiên và duy nhất từng sử dụng trong chiến tranh. Nguyên liệu là U-235 hoặc Pu-239.
- Phân hạch nén: áp suất cao và môi trường nhiệt độ ở trung tâm bom nén và làm nóng hỗn hợp khí triti và khí deuteri, tạo thành khí heli và neutron tự do.
- Nhiệt nguyên tử nhiều giai đoạn.
- Tổng hợp hạt nhân thuần túy: chưa sản xuất, theo lý thuyết khi nổ sẽ ít bụi phóng xạ hơn và giải phóng nhiều neutron hơn
Mỹ có ba trung tâm nghiên cứu thiết kế vũ khí hạt nhân:
- Lawrence Berkeley National Laboratory
- Los Alamos National Laboratory
- Lawrence Livermore National Laboratory
Có ba phương pháp thử bom:
- Ống phóng xạ điện từ
-hai quả bom hạt nhân đã được thả xuống 2 thành phố của nhật bản
- Phân tích bụi phóng xạ
- Nổ ngầm